# Звездич, Алексей Михайлович
Алексей Михайлович Звездич (настоящая фамилия Михайловский; 1861—1917) — русский актёр и режиссёр, антрепренёр.
Начиная 16 лет участвовал в любительских постановках.
С 1882 года в антрепризе Надлера (Екатеринослав). Играл в Астрахани, Вильно, Воронеже, Иркутске, Казани, Курске, Полтаве, Ревеле, Харькове и др. городах.
В сезонах 1890—1891 и 1894—1895 годов — в московском Театре Корша. Имел прекрасные внешние данные. С сезона 1886—1887 годов начал работать как режиссёр и антрепренёр.
Умер во время спектакля.

## Роли
- «Дядя Ваня» А. П. Чехова — Войницкий
- «Джентльмен» А. И. Сумбатова-Южина — Рыдлов
- «Последняя воля» В. И. Немировича-Данченко — доктор Торопец
- «Сильные и слабые» Н. И. Тимковского — Тамбуринов
- «Дон Жуан» Мольера — дон Луис
- «Родина» В. Сарду — граф де Ризоор
- «Огни Ивановой ночи» Г. Зудермана — Фогельрейтер